# ژیرایر سفیلیان
ژیرایر سفیلیان (به ارمنی Ժիրայր Սեֆիլյան - به انگلیسی Jirair Sefilian)، (زاده ۱۰ ژوئیهٔ ۱۹۶۷ میلادی، در بیروت، لبنان)، یک نظامی و فعال سیاسی اهل ارمنستان است. وی از بنیان‌گذاران جبهه ارمنستان جدید است که از مخالفان جدی حزب جمهوری‌خواه ارمنستان است.

## زندگی‌نامه
ژیرایر سفیلیان بین سالهای ۱۹۸۳ تا ۱۹۹۰ میلادی در جنگ داخلی لبنان برای دفاع از محله‌های ارمنی (برج حمود) شرکت نمود. در سال ۱۹۹۰ میلادی ژیرایر به همراه خانواده خود توسط فدراسیون انقلابی ارمنی به آرتساخ نقل مکان می‌کند. او در سال ۱۹۹۱ میلادی در آرتساخ و سیونیک نیروهای دفاعی را تشکیل می‌دهد و خود فرماندهی آن را برعهده می‌گیرد. ژیرایر در سال ۱۹۹۲ میلادی در نبرد شوشی شرکت می‌کند و نقش اساسی در آزاد سازی آن شهر ایفا می‌کند و او همچنین در بیست عملیات بزرگ و کوچک در طی جنگ قره باغ شرکت می‌کند. او به پاس فداکاری و شجاعتش در طی جنگ قره باغ مفتخر به صلیب درجه یک طلایی مبارز می‌شود.
ژیرایر بعد از جنگ قره باغ در سالهای ۱۹۹۷ و ۱۹۹۸ میلادی فرماندهی تیپ زرهی ارتش جمهوری آرتساخ را برعهده می‌گیرد. او در سال ۲۰۰۱ میلادی به سرهنگ دومی ارتقاء پیدا می‌کند و فرماندهی گروه عملیات و واکنش سریع در مناطق آزاد شده آرتساخ را برعهده می‌گیرد.
ژیرایر سفیلیان در دوران جوانی وارد حزب فدراسیون انقلابی ارمنی می‌شود ولی بعد از مدتی به علت اختلاف در موضع و فعالیت‌های سیاسی از آن حزب خارج و به همراه هم خدمتی او «وارطان مالخاسیان» گروه «داوطلبان اتحاد ارمنی» را تشکیل می‌دهد. ژیرایر در سال ۲۰۰۶ میلادی به علت انتقاد از سیاست‌های دولت روبرت کوچاریان به زندان محکوم شد. در سال ۲۰۰۷ میلادی او به جرم نقض ماده ۳۰۱ قانون جمهوری ارمنستان (صدور بیانیه ضد قانون اساسی)
و نقض ماده ۲۳۵ از قانون جزا (در اختیار داشتن سلاح گرم) او به ۱٫۵ سال زندان محکوم می‌شود.
ژیرایر سفیلیان در سال ۲۰۰۹ میلادی به همراه تیگران خزمالیان و «آلک ینیک اٌمشیان»، «جنبش سارداراباد» را تشکیل می‌دهد و یکی از مخالفان دولت وقت ارمنستان می‌شوند. ژیرایر سفیلیان دولت وقت را غیرقانونی و متهم به بازگرداندن اراضی آرتساخ به جمهوری آذربایجان و متهم به فساد در انتخابات می‌کند؛ در سال ۲۰۱۲ میلادی دادگاه حقوق بشر اروپا از دولت وقت ارمنستان برای تحت بازداشت قراردادن ژیرایر سفیلیان پیش از محاکمه بدون دلایل قانونی کافی به شدت انتقاد می‌کند.
در سال ۲۰۱۵ میلادی ژیرایر سفیلیان به همراه دیگر اعضای حزبش به زور از ورود به قلمرو آرتساخ منع می‌شوند و درگیری شدیدی بین پلیس و گروه ژیرایر سفیلیان رخ می‌دهد که دها تن زخمی می‌شوند.
ژیرایر سفیلیان به همراه رافی هووانیسیان و چند حزب دیگر (حزب «میراث»، حزب «میهن دموکراتیک»، شورای جنبش مدنی «به پا خیز ارمنستان») جبهه «ارمنستان جدید» بر ضد اصلاحات قانون اساسی در ارمنستان ایجاد می‌کند. ژیرایر سفیلیان در ۲۰ ژوئن ۲۰۱۶ میلادی به اتهام توطئه برای تصرف چند ساختمان دولتی و تأسیسات مخابراتی و قاچاق اسلحه در ایروان بازداشت می‌شود.

## گروگان‌گیری
سفیلیان در حالی که در ۲۰ ژوئن ۲۰۱۶ بازداشت و زندانی شده بود گروهی از افراد مسلح هوادار وی در ۱۷ ژوئیه ۲۰۱۶ به یک مقر پلیس در شهر ایروان حمله کردند و با گروگان‌گیری خواستار آزادی وی شدند. این گروگان‌گیری پس از دو هفته با تسلیم افراد مسلح و آزادی گروگان‌ها به پایان رسید.